# 穿越阿尔卑斯号列车
穿越阿尔卑斯，或音译为特兰萨尔平（德語：Transalpin），是曾经运行于奥地利首都维也纳至瑞士城市巴塞尔或苏黎世间一班国际列车所使用的名称，由奥地利联邦铁路和瑞士联邦铁路自1958年起共同经营。其命名源自列车途中需要穿越阿尔卑斯山的事实，特兰萨尔平同时也是古罗马单词，含义为“阿尔卑斯山背”，泛指瑞士北部的区域。列车自开行以来曾先后被纳入快速动车、快速列车及欧城列车等类别，并曾在2010年被锐捷列车以不命名的方式取代而停运。自2013年12月15日起，列车重新以欧城列车的类别在格拉茨至苏黎世间每日开行。

## 线路
穿越阿尔卑斯号在停运前最后的运行路线如下：
| 162次 | 162次 | 停靠站             | 163次 | 163次 |
| 里程  | 时刻  | 停靠站             | 时刻  | 里程  |
| ----- | ----- | ------------------ | ----- | ----- |
| 0     |       | 苏黎世             |       | 786   |
| 91    |       | 萨尔甘斯           |       | 695   |
| 107   |       | 布克斯             |       | 679   |
| 126   |       | 費爾德基希         |       | 660   |
| 147   |       | 布盧登茨           |       | 639   |
| 212   |       | 蘭德克             |       | 574   |
| 283   |       | 因斯布鲁克         |       | 503   |
| 473   |       | 萨尔茨堡           |       | 313   |
| 598   |       | 林茨               |       | 188   |
| 725   |       | 聖帕爾滕           |       | 61    |
| 780   | ↓     | 维也纳（许特多夫） |       | 6     |
| 786   |       | 维也纳（西站）     |       | 0     |

列车运行中途需要在布克斯进行换向。在布克斯至苏黎世的西行班次中，一等车厢会编组在列车前进方向的前端，而在布克斯至维也纳的东行班次中，它们也会编组在列车前进方向的前端。这样的安排旨在令一等车厢的乘客在两端的终点站都能最接近车站大堂（两端均为尽头式车站）。
在阿尔贝格铁路进行封闭改造施工或沿线发生自然灾害如雪崩和泥石流的情况下，穿越阿尔卑斯号的运行线路也会做出临时调整。例如在2005年8月至12月受到风暴吹袭而导致线路中断期间，列车就曾绕行慕尼黑中央车站，再迂回通过巴伐利亚的阿尔高铁路前往布雷根茨。

## 历史

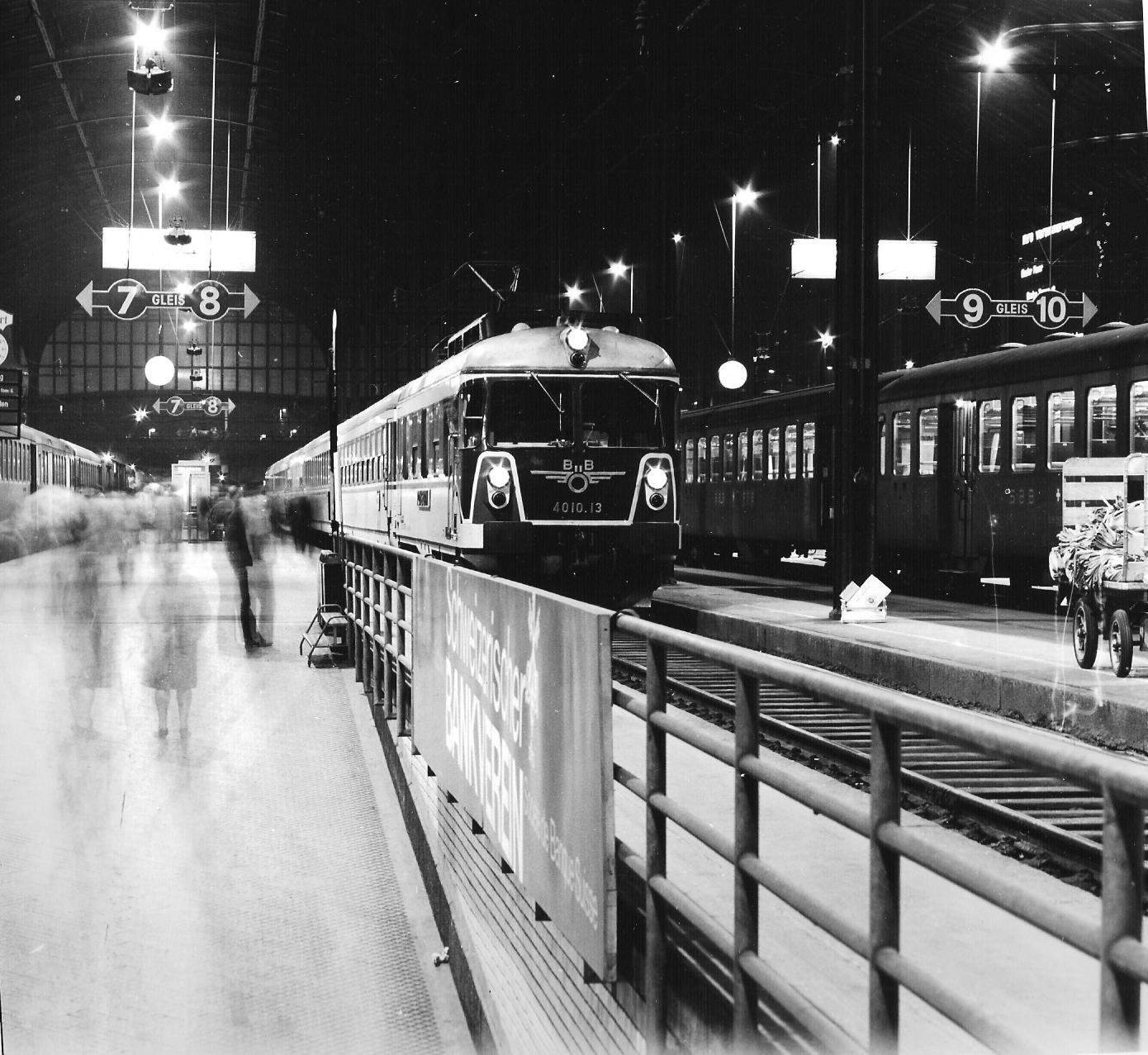
穿越阿尔卑斯号停靠于巴塞尔瑞士车站（1970年）

1958年6月1日至2010年6月13日，穿越阿尔卑斯号均作为奥地利联邦铁路和瑞士联邦铁路的标杆列车开行。尽管它是在全欧快车（TEE）网络推出的一年后面世，但由于同时搭载有一等及二等车厢，因此不符合全欧快车“全列一等车厢等级”的要求，而无法被纳入该类别。在整个运营期间，穿越阿尔卑斯号的发车频率均为每天双向对开1班。直至2000年以前，它都是在相同运行线路中速度最快、中途停站最少的客运列车。
穿越阿尔卑斯号最初的运行线路为奥地利维也纳－瑞士苏黎世，初始车次编号使用TS11/12次。自1959年起，列车路线延伸至巴塞尔始发及终到，并先后调整车次为TS462/463次和Ex462/463次。当它在1987年变更为欧城列车后，车次又改为EC62（西行）/63（东行）次。为了节省时间和反向列车的运行需要，列车最初并不在萨尔茨堡中央车站停靠，而是在埃利克斯豪森通过一条展线直达格尼格尔，并经停埃根。时至今日，这条展线仍主要用于载货列车运行，被称为“穿越阿尔卑斯展线”（Transalpin-Schleife）。
1969年，穿越阿尔卑斯号的运行线路被改变。自此，列车在萨尔茨堡－沃格爾区间开始经由德国联邦铁路经营的罗森海姆－萨尔茨堡铁路和罗森海姆－库夫施泰因铁路运行，而不是沿此前需途经比紹夫斯霍芬和滨湖采尔的萨尔茨堡－蒂罗尔铁路运行。由于列车在德国境内并不设停站，它被视为一种所谓的“通过列车”或“特权列车”，在申根协定生效之前的时期也无需在德国接受护照及海关检查。直至罗森海姆联络线在1982年建成通车，穿越阿尔卑斯号才得以在罗森海姆折返奥地利境内线路。
1975年，在由福多爾公司出版的旅遊指南中，曾将穿越阿尔卑斯号誉为“欧洲山区景色中最好的列车之一”。1980年，由苏黎世开往维也纳的一班穿越阿尔卑斯号被刊登在名为“转车”（Changing Trains）的电视节目中，这是由英国广播公司制作的电视旅游纪录片《世界铁路大纪行》（Great Railway Journeys of the World）第一系列的最后一集。“转车”之旅同时也是巴黎－布达佩斯长途旅程的组成部分，当中的描述还配合出版了一系列的书籍。埃里克·罗布森（Eric Robson）作为该档节目的主持人和作家，形容穿越阿尔卑斯号简直就是奥地利联邦铁路提供的最好的列车，“……是经由干线驶向东方的唯一明星”。
当欧城列车（EC）网络在1987年5月31日面世后，穿越阿尔卑斯号又作为既有的国际快速列车被纳入欧城列车类别。2009年12月12日起，列车的运行线路又被调整为维也纳－苏黎世。至2010年6月，穿越阿尔卑斯号被新开行的锐捷列车（Railjet）以不命名的方式所取代，后者沿用了前者的时刻表，使用车次为RJ162/163次。穿越阿尔卑斯号就此成为历史。

## 使用车辆

### 电联车编组
在运营初期，穿越阿尔卑斯号采用专为本列车所设计的共4组、每组4节的奥地利联邦铁路4130型电联车担当本务，这款电联车由奥地利联邦铁路4030型电联车发展而来，但拥有更大的载客量和更高的运行速度，其控制车还配有厨房设备。
1965年，奥地利联邦铁路将穿越阿尔卑斯号所使用的4130型电联车替换为3组奥地利联邦铁路4010型电联车，后者每组采取6节编组，同样是专为本列车所设计。

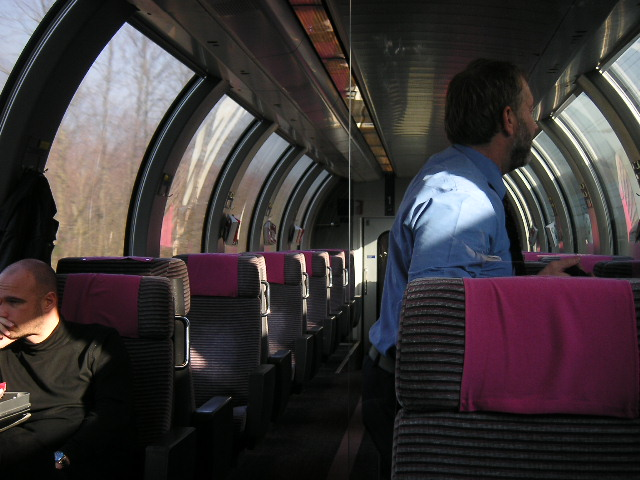
瑞士全景座车内部

### 机辆编组
1977年，4010型电联车又被更换为由机车牵引的客车车厢编组。在5月21日的新安排实施当天，列车的编组包括1台担当牵引任务的奥地利联邦铁路1042型电力机车、5节奥地利联邦铁路的施利伦型车厢、1节德国联邦铁路的莱茵之金式车厢（型号为WRümh）和6节施利伦型增补车厢。
自1977年5月22日起，穿越阿尔卑斯号开始以快速列车（Ex）类别运行，其编组又改为由12节奥地利联邦铁路的Z1型（Eurofima型）车厢、1节WRümh型车厢和3节德国联邦铁路的DB-RIC型车厢（后称Eurofima型）构成。
在穿越阿尔贝格铁路的爬坡路段时，列车东行通常采取機車重聯或輔助機車的方式运行。在1990年代，列车的编组中还增加搭载有1节瑞士联邦铁路提供的一等全景座车。

## 脚註
1. ↑  与之对应的是“齐萨尔平”（即“阿尔卑斯山前”），泛指如今的伦巴第地区。
2. ↑  Cook 2010，第89頁.
3. ↑  Cook 1987，第472頁.
4. ↑  Bufe 2009，第44頁.
5. ↑  Cook 1969，第107頁.
6. ↑  Tennant 1975，第97頁.
7. ↑  Robson 1981，第180頁.
8. ↑  Maurer 2009，第628頁.
9. ↑  Cook 1977，第515頁.